# ERP
ERP (engl. enterprise resource planning – planiranje resursa u korporacijama) proces je u kome se planiraju poslovni resursi. U sprovođenju tog procesa obično je uključen neki poslovni informacioni sistemi tj. komercijalni softverski paket za velika preduzeća. Mala i srednja preduzeća nemaju organizacionu strukturu, a najčešće ni potrebu za planiranjem poslovnih resursa, pa ni za softverom koji se obično koristi pri planiranju.
Softver za velika preduzeća obuhvata sve standardne poslovne funkcije i ima mogućnost prilagođavanja konkretnim potrebama preduzeća, često ne podržavajući lokalne standarde.
Primena softverskih paketa može da doprinese značajnom poboljšanju kvaliteta proizvoda i usluga.
Ova vrsta sistema realizuje, ili bolje rečeno, omogućava integraciju kompletnog funkcionisanja poslovnog sistema pomoću jedinstvenog softverskog rešenja.
Najpoznatiji inostrani paketi su:
- (/3)

Najpoznatiji domaći paketi:
- BizPlaner

ERP predstavlja niz aktivnosti, podržanih od višemodulskog aplikativnog softvera, koji pomaže u upravljanju poslovnim, finansijskim aspektima poslovanja i ljudskim resursima. 
Uvođenje sistema podrazumeva analizu poslovnih procesa, obuku zaposlenih i nove radne procedure.
Funkcije ERP aplikacija mogu se neznatno razlikovati u zavisnosti od programa koji koristite, ali generalno, svi sistemi na neki način poboljšavaju saradnju.
Centralizovana baza podataka je sastavni deo onoga što ERP čini jedinstvenim. Pomoću ove baze podataka kompaniji pružate jedini izvor istine na kojem će raditi. To smanjuje sve greške nastale radom s netačnim podacima i dodatno smanjuje troškove.
Štaviše, centralna baza podataka smanjuje svako oklevanje ili usporavanje tokom projekata, jer svi članovi tima imaju pristup podacima potrebnim za kompaniju.
Pored toga, nema potrebe za spajanjem informacija u raznim sistemima ili izvorima. Budući da se svi podaci sastavljaju, čuvaju, dele i pristupaju se putem jedinstvenog sistema, ne brine se koliko su tačne, kompletne ili sigurne datoteke podataka.

## Istorijski razvoj
Prvi pokušaji koji su savremeni poslovni sistemi učinili u pokušaju da upravljaju svojim resursima i potrebama je razvijanje MRP (engl. Material Requirements Planning) sistema, odnosno sistema koji su imali zadatak da upravljaju planiranjem potreba jednog sistema. To su  bili sistemi koji su unapređivali poslovanje kontrole zaliha i sistema za planiranje proizvodnje. 
U drugoj fazi je razvijen MRP II (engl. Manufacturing Resource Planing) sistem.
ERP sistemi praktično predstavljaju nastavak i proširenje konceptaMRP II sa dodatnim funkcionalnostima za finansije, distribuciju proizvoda, upravljanje ljudskim resursima (HRM - engl. Human Resouces Management) koji su integrisani tako da mogu da zadovolje opšte poslovne potrebe integrisanog i umreženog preduzeća. 
ERP sistemi su se razvili u ERP II ili proširene ERP sisteme.

## Faze uvođenja ERP-a
Postoji nekoliko faza uvođenja, a to su:
- Izbor paketa
- Izbor modula
- Tehnička instalacija
- Prilagođavanje
- Kalibracija
- Uvođenje u rad
- Održavanje

## Strategija implementacije
Strategija implementacije može biti postupna (engl. step-by-step), odmah sve (engl. big bang)i implementacija po modelu (engl. Roll out)

## Moduli
Najčešći moduli u ERP paketu mogu biti:
- Upravljanje finansijama
- Lanci snabdevanja -
- Elektronsko poslovanje -
- Upravljanje proizvodnjom
- Upravljanje uslugama
- Distribucija
- Prodaja
- Marketing

Ono što predstavlja najveće troškove uvođenja ERP sistema su konsultantske usluge - konsalting.
Iako je ERP softver često velika investicija, on može da objedini troškove i da poboljša efikasnost. Umesto resursi budu potrošeni na više sistema, posvećeno osoblje, infrastrukturu, timove za podršku i licence,  svi ovi pojedinačni troškove mogu biti usmereni u jedan sistem.
ERP objedinjuje mnoge sisteme koji su trenutno fragmentirani. Od razvoja proizvoda do plaćanja naplate, osoblje će moći da pristupi svim potrebnim alatima za svoj posao iz jednog centralizovanog sistema.
Objedinjavanjem sistema pomažete osoblju da efikasnije iskoristi njihovo vreme.
Pomoću ERP-a, korisnici ne moraju da pretražuju informacije u više sistema. Pomoću centralne baze podataka, podatke je mnogo lakše pronaći.
Štaviše, organizacija štedi novac pomoću ERP-a eliminišući potrebu da se korisnici obuče na nekoliko sistema. To ne samo da smanjuje količinu novca koja se troši na obuku, već i smanjuje uloženi logistički napor. Umesto da se rade pojedinačni konsalting i trening sa nekoliko različitih dobavljača, trebate komunicirati samo s jednim.

## Spoljašnje veze
Медији везани за чланак ERP на Викимедијиној остави

BizPlaner zvanična stranica Архивирано на веб-сајту  (26. октобар 2020)